# Kazimierz Sosnkowski
Kazimierz Sosnkowski, poljski general, * 1885, † 1969.